# Lista de senhores da Honra de Cardoso
Este anexo é composto por uma lista de Senhores da Honra de Cardoso, localidade de São Martinho de Mouros:
- Luís Vaz Cardoso, 7º senhor da Honra de Cardoso (1430 -?),
- Azuil Cardoso, 8.º senhor da Honra de Cardoso (1450 -?)
- Vasco Cardoso, senhor da Honra de Cardoso
- Luís Vaz Cardoso, senhor da Honra de Cardoso (c. 1530 -?)
- Vasco Cardoso (1560 -?),
- Luís Cardoso de Meneses (1590 -?),
- João Cardoso de Meneses * c. 1615